# Mount Ramenskiy
Mount Ramenskiy (russisch Скала Раменского Skala Ramenskogo, norwegisch Ramenskijhøgda) ist ein 2560 m hoher Berg im ostantarktischen Königin-Maud-Land. Er ragt am südlichen Ende des Gebirgskamms Isdalsegga in der Südlichen Petermannkette des Wohlthatmassivs auf.
Entdeckt und anhand von Luftaufnahmen kartiert wurde er bei der Deutschen Antarktischen Expedition 1938/39 unter der Leitung des Polarforschers Alfred Ritscher. Eine neuerliche Kartierung anhand eigener Luftaufnahmen und Vermessungen erfolgte bei der Dritten Norwegischen Antarktisexpedition (1956–1960) und durch sowjetische Wissenschaftler zwischen 1960 und 1961. Letztere benannten den Berg nach dem sowjetischen Botaniker Leonti Ramenski (1884–1953). Das Advisory Committee on Antarctic Names übertrug diese Benennung 1970 ins Englische.